# Madras Rubber Factory
Pour les articles homonymes, voir MRF.
Madras Rubber Factory ou MRF est une entreprise de fabrication de pneumatique, basée à Madras, en Inde.
En 1946, l'industriel chrétien K. M. Mammen Mappillaï (1922-2003) met sur pied une usine de ballons dans le faubourg de Tiruvottiyur à Madras. En 1952, il se lance dans la fabrication de pneumatiques et en novembre 1960 s'associe au fabricant américain Mansfield Tire & Rubber company. La compagnie ouvre un comptoir à Beyrouth pour l'exportation au Moyen-Orient et en 1964 adopte son logo actuel. En 1967, Madras Rubber Factory devient la première compagnie indienne à exporter des pneumatiques aux États-Unis.
En 1973, MRF se lance dans la fabrication de pneus en nylon. Elle noue une collaboration technique avec B.F. Goodrich en 1978. Mansfield Tire & Rubber Co revend ses participations dans MRF en 1979. Madras Rubber Factory se lance dans un partenariat avec l’Italien Marangoni TRS SPA, pour le recyclage de pneus. Elle équipe la Maruti 800, la première voiture économique conçue en Inde. En 1989, la compagnie s'associe à Hasbro International, leader mondial du jouet, et lance sa filiale Funskool India ; elle passe un contrat de sous-traitance avec l'Australien Vapocure pour la production de peintures à base polyuréthane et avec l’Italien Pirelli pour la fabrication de courroies d'ascenseur et de bandes transporteuses.
Au cours de l'hiver 2004-05, la société s'est lancée dans la fabrication de roulettes pour le Karting.